# Kauhajoen Karhu
El Kauhajoen Karhu es un equipo de baloncesto finlandés con sede en la ciudad de Kauhajoki, que compite en la Korisliiga. Disputa sus partidos en el Kauhajoen Yhteiskoulu, con capacidad para 2000 espectadores.

## Posiciones en Liga
| Temporada | Nivel | Liga       | Pos. | Resultado        | Copa de Finlandia | Competiciones europeas | Competiciones europeas | Competiciones europeas |
| --------- | ----- | ---------- | ---- | ---------------- | ----------------- | ---------------------- | ---------------------- | ---------------------- |
| 2011-12   | 1     | Korisliiga | 4    | Cuartos de final | -                 |                        |                        |                        |
| 2012-13   | 1     | Korisliiga | 5    | 4º clasificado   | -                 |                        |                        |                        |
| 2013–14   | 1     | Korisliiga | 5    | Cuartos de final | –                 | –                      | –                      | –                      |
| 2014–15   | 1     | Korisliiga | 3    | 4º clasificado   | –                 | –                      | –                      | –                      |
| 2015–16   | 1     | Korisliiga | 2    | Cuartos de final | –                 | –                      | –                      | –                      |
| 2016–17   | 1     | Korisliiga | 4    | 4º clasificado   |                   |                        |                        |                        |
| 2017-18   | 1     | Korisliiga | 2    | Campeón          |                   |                        |                        |                        |
| 2018-19   | 1     | Korisliiga | 2    | Campeón          |                   |                        |                        |                        |
| 2019-20   | 1     | Korisliiga | -    | -                |                   |                        |                        |                        |
| 2020-21   | 1     | Korisliiga | 3    | Subcampeón       |                   |                        |                        |                        |
| 2021-22   | 1     | Korisliiga | 1    | Campeón          |                   |                        |                        |                        |

## Palmarés
- Campeón Korisliiga: 2018, 2019, 2022
- Campeón 1st Division (2 División): 2007, 2009

## Jugadores destacados
| - Bojan Sarcevic - Erki Lehtpuu - Eric Veberson - Pekka Jurvanen - Antti Kanervo - Vesa Mäkäläinen - Mika Rinne - Jean-Noel Leuly - Baboucarr Bojang - Henry Umoru - John Allen - Justin Baker - Walter Baxley - Tyrekus Bowman - J'Nathan Bullock - Bob Campbell | - DeAndre Coleman - Yamene Coleman - Anthony Davis - Ronald Dorsey - Shanderic Downs - Alonzo Evans - Tremaine Ford - Greg Gibson - Reggie Golson - John Green - Josh Gross - Quincy Hankins-Cole - Clevin Hannah - Todd Hendley - Chris Hester - Eric Hicks | - Steve Horne - Maurice Horton - Jermont Horton - Darryl Hudson - Ravern Johnson - Steffan Johnson - Mike Jones - Greg Mangano - Jeremy Mayweather - Magen McNeil - Cedrick Middleton - Jonathan Morris - Brandon Polk - Brian Price - Hammin Quaintance | - Casey Reed - Jesse Smith - Eric Washington - Giordan Watson - Antwine Williams - Andre Williamson - Ray Willis - Jeremiah Wood - Alex Beason - Mark Whitehead - Atiba Lyons - Mario Porter - Akeem Johnson - Marcel Jones - Kelly Beidler |